# Liverdy-en-Brie
Liverdy-en-Brie ist eine französische Gemeinde mit 1.366 Einwohnern (Stand: 1. Januar 2022) im Département Seine-et-Marne in der Region Île-de-France. Sie gehört zum Arrondissement Provins und zum Kanton Fontenay-Trésigny (bis 2015: Kanton Tournan-en-Brie). Die Einwohner werden Liverdois genannt.

## Geographie
Liverdy-en-Brie befindet sich etwa 36 Kilometer ostsüdöstlich von Paris am Fluss Marsange. Umgeben wird Liverdy-en-Brie von den Nachbargemeinden Presles-en-Brie im Norden und Westen, Châtres im Osten und Nordosten, Ozouer-le-Voulgis im Süden sowie Courquetaine im Südwesten.

## Bevölkerungsentwicklung
| Jahr                      | 1962 | 1968 | 1975 | 1982 | 1990 | 1999 | 2006 | 2013 |
| Einwohner                 | 469  | 434  | 636  | 652  | 822  | 1031 | 1159 | 1310 |
| Quelle: Cassini und INSEE |      |      |      |      |      |      |      |      |

## Sehenswürdigkeiten
Siehe auch: Liste der Monuments historiques in Liverdy-en-Brie
- Kirche Saint-Étienne aus dem 12. Jahrhundert (Monument historique)
- Schloss Le Monceau

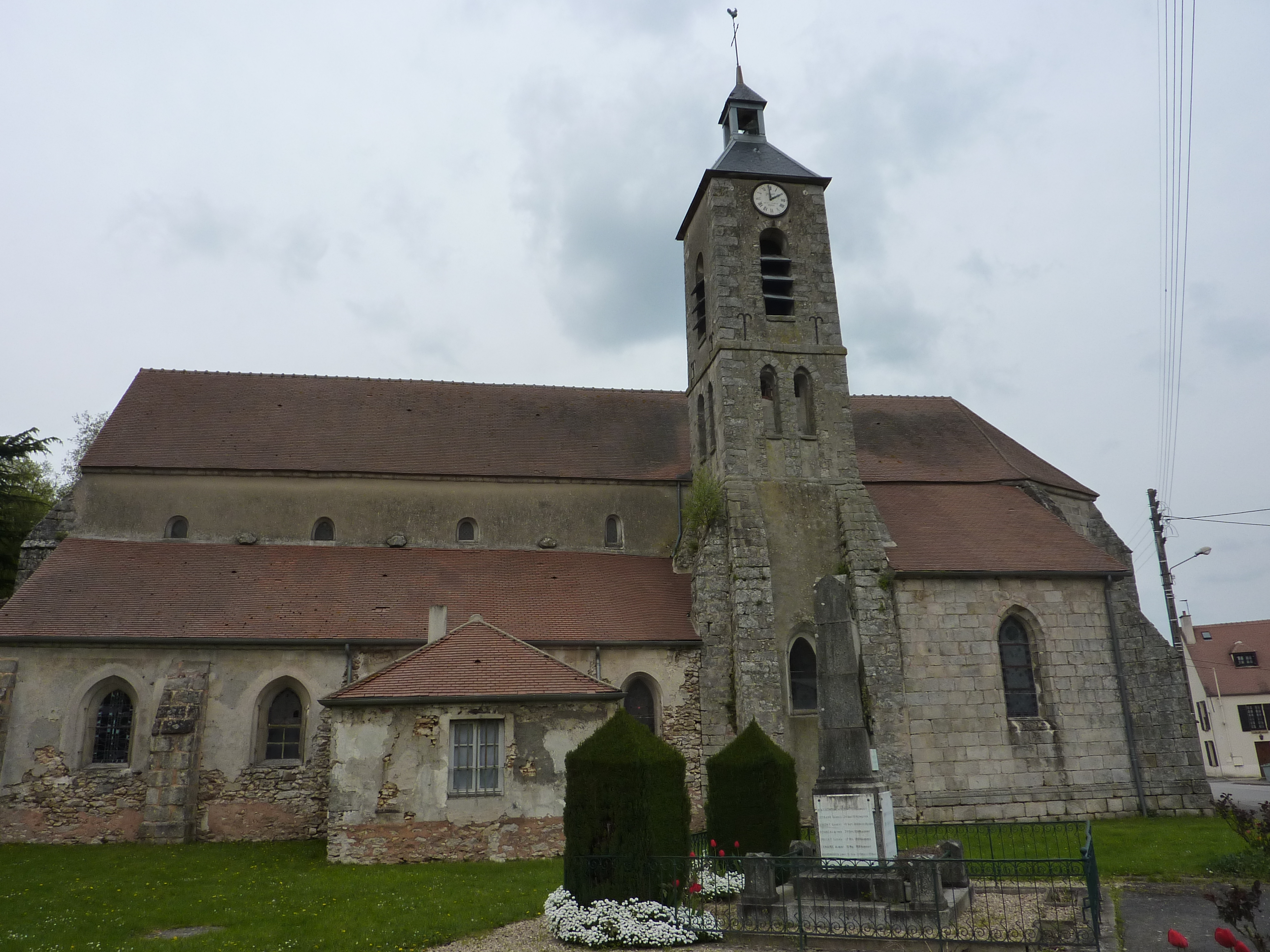
Kirche Saint-Étienne
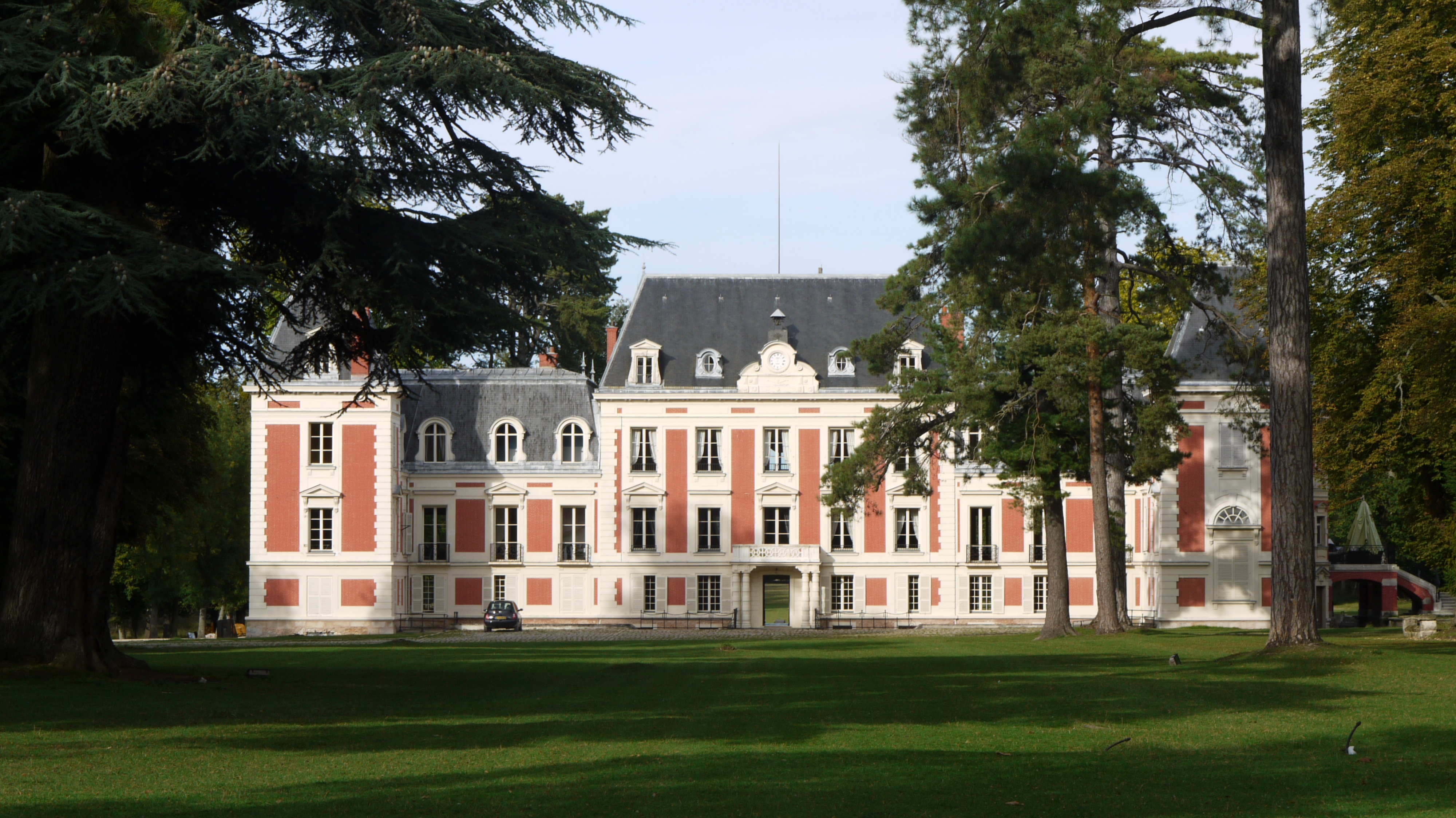
Schloss Monceau